# Cuitlauzina pulchella
Cuitlauzina pulchella är en orkidéart som först beskrevs av James Bateman och John Lindley, och fick sitt nu gällande namn av Robert Louis Dressler och Norris Hagan Williams. Cuitlauzina pulchella ingår i släktet Cuitlauzina, och familjen orkidéer. Inga underarter finns listade i Catalogue of Life.

## Bildgalleri

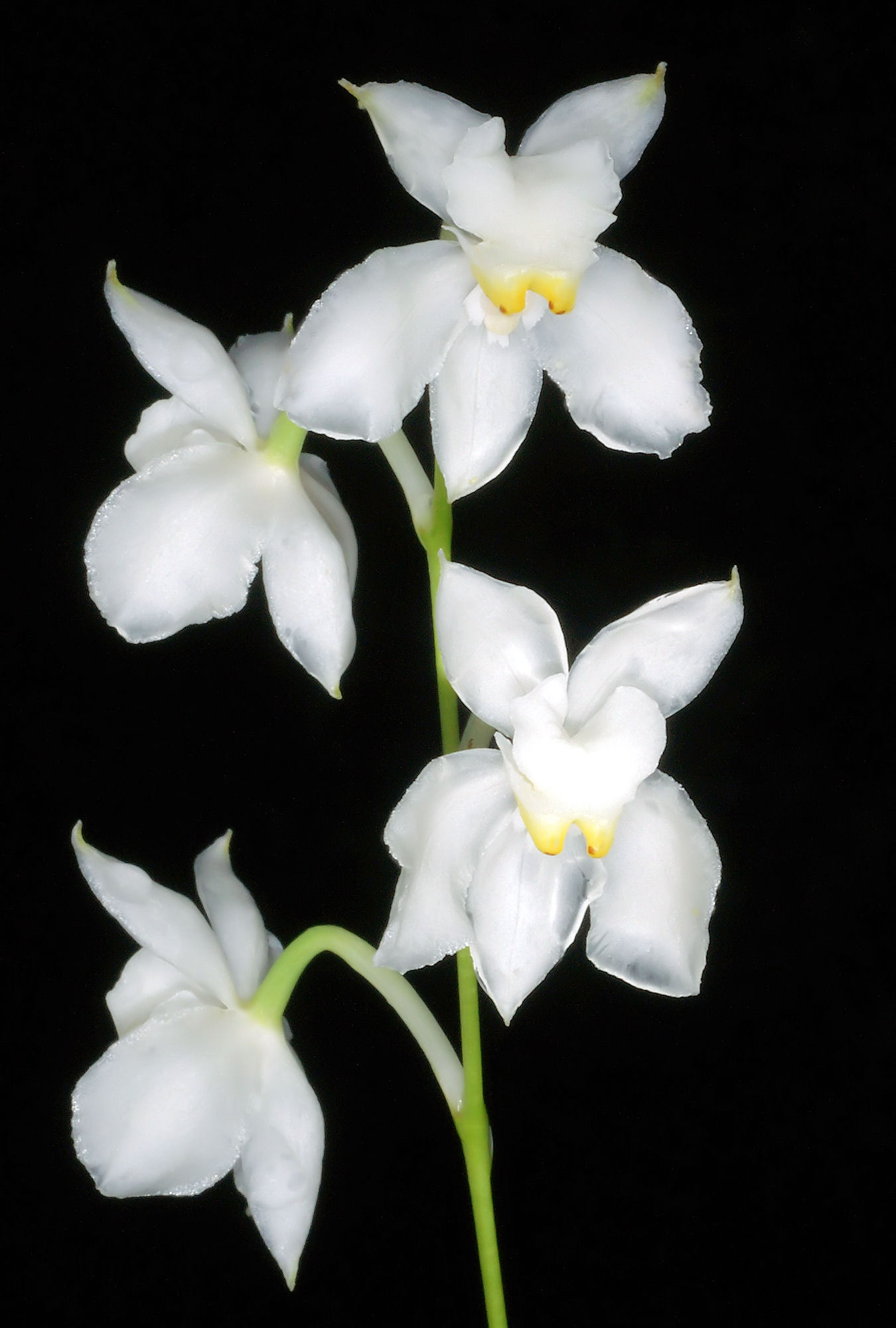
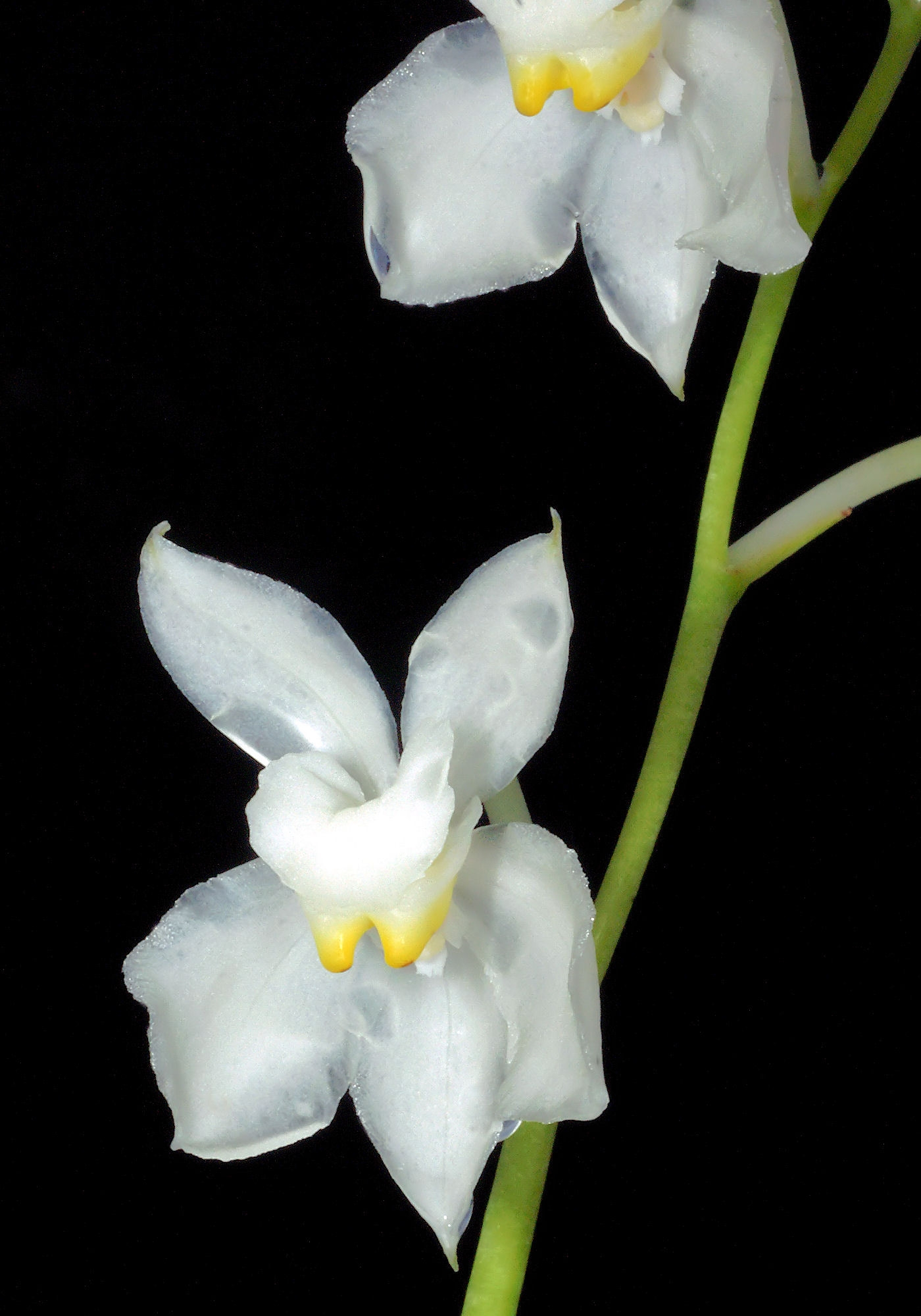
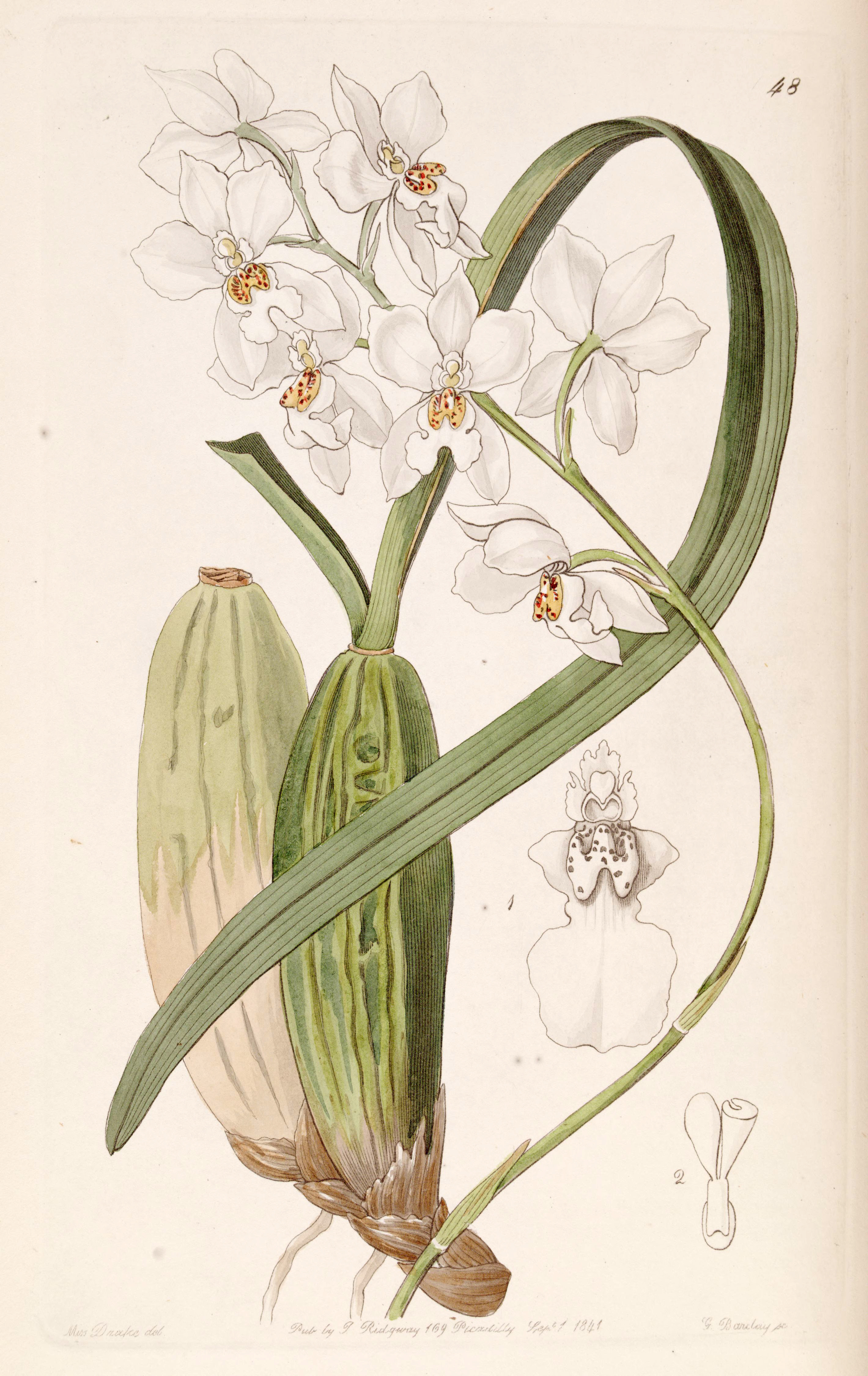
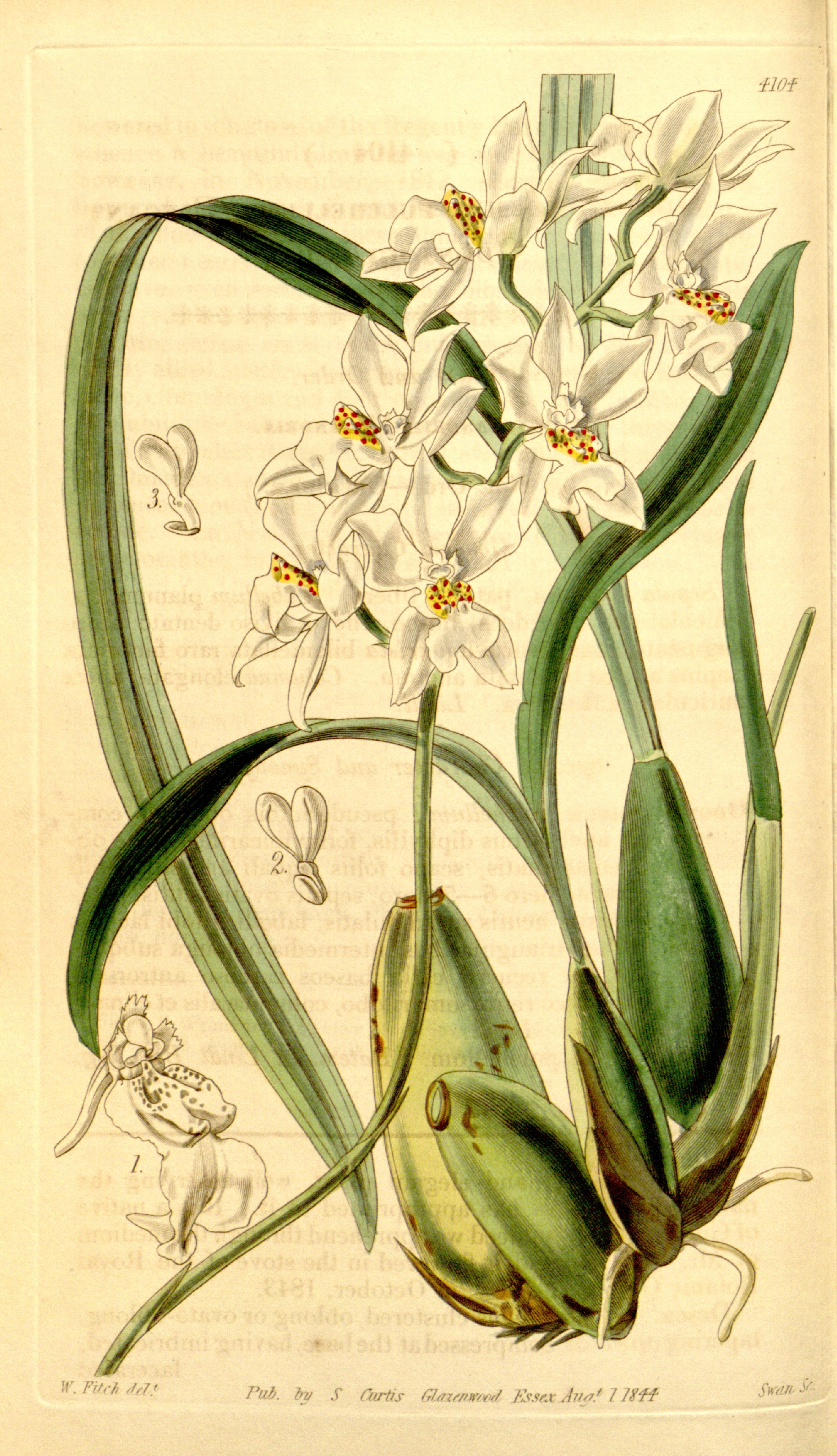
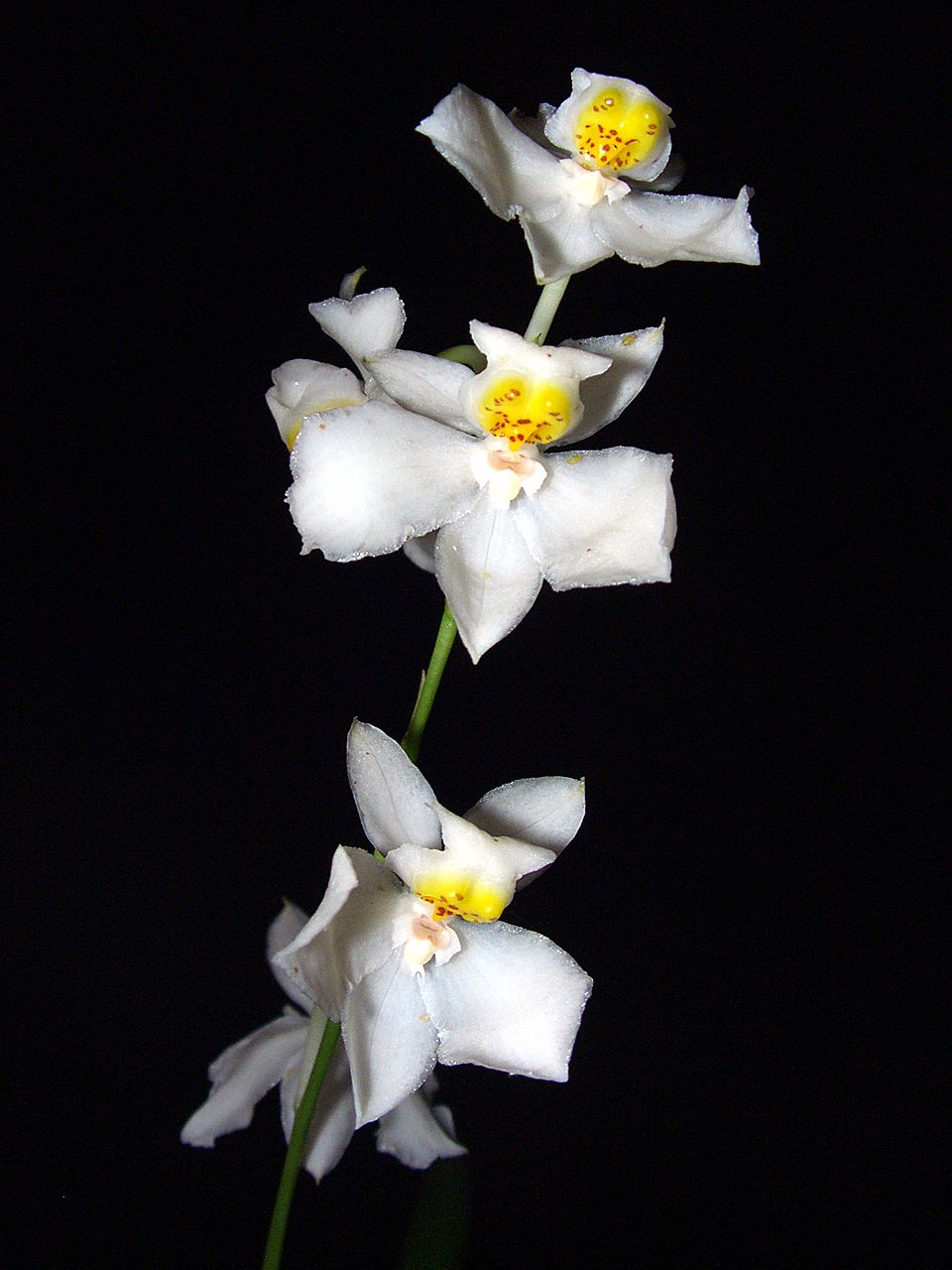
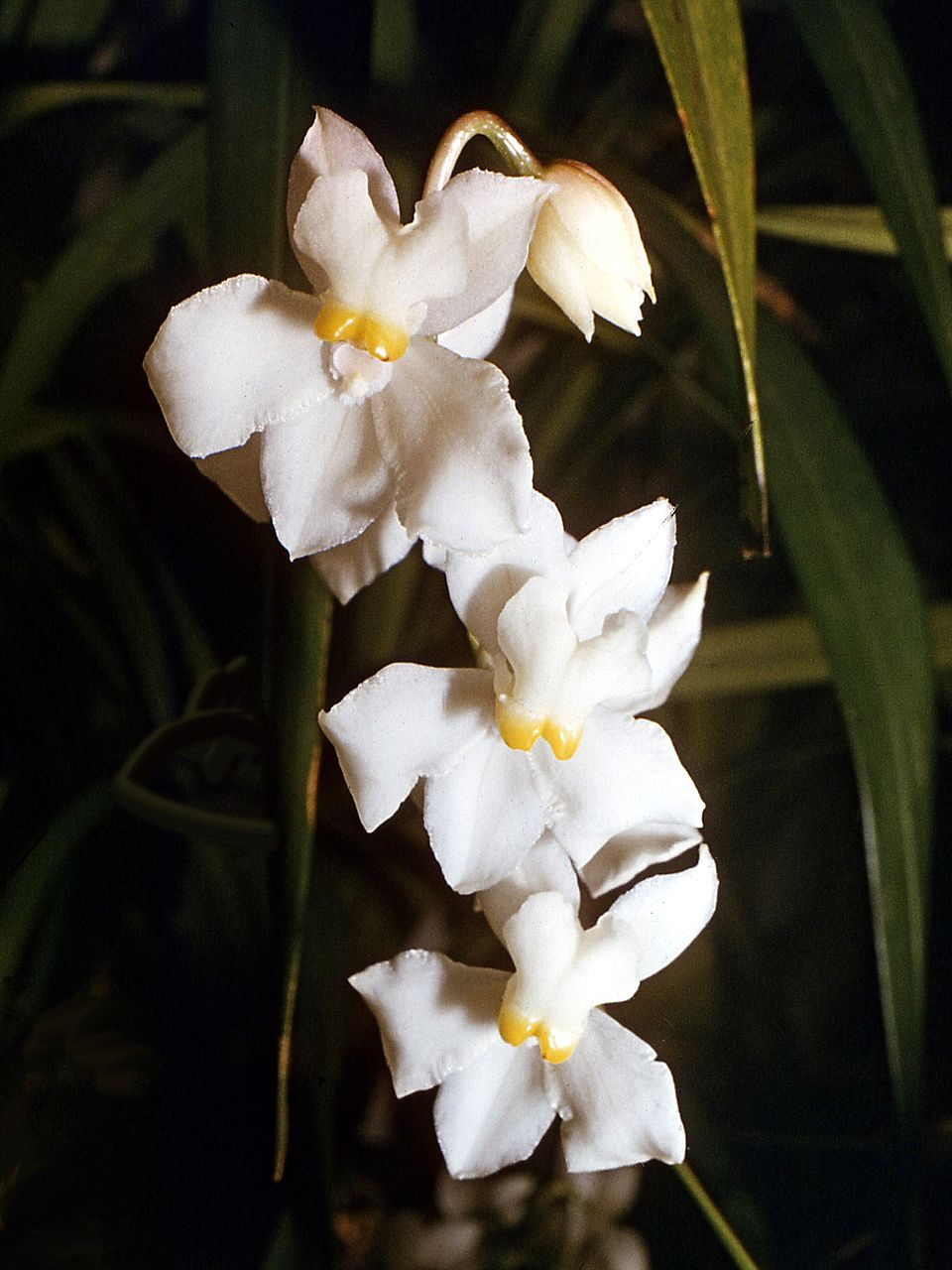